# Rukajärvi (République de Carélie)
Pour les articles homonymes, voir Rukajärvi.
Rukajärvi (en carélien : Rugarvi, en finnois : Rukajärvi, en russe : Ру́гозеро, Rugozero) est une municipalité du raïon de Mujejärvi en république de Carélie

## Géographie
Rukajärvi est situé sur la rive orientale du lac Rukajärvi, à 84 kilomètres au nord-est de Mujejärvi.
La municipalité de Rukajärvi a une superficie de 3 564 kilomètres carrés. 
Elle est bordée au nord-est par les municipalités de Sosnavitsa dans le raïon de Belomorsk, à l'est par Mustakoski dans le raïon de Segueja, au sud par Paatene dans le raïon de Karhumäki, au sud-est par le lac Mujejärvi au nord-ouest par Lietmajärvi du raïon de Mujejärvi.
Le territoire de la municipalité est principalement forestier.

## Démographie
Recensements (*) ou estimations de la population
| 1939  | 2009 | 2010 | 2013 |
| ----- | ---- | ---- | ---- |
| 1 144 | 784  | 713  | 717  |